# Yatterman The Movie: Sfida nel regno dei giocattoli
Yatterman The Movie: Sfida nel regno dei giocattoli (劇場版 ヤッターマン 新ヤッターメカ大集合! オモチャの国で大決戦だコロン!?, Yatterman: Shin Yatter Mecha daishūgō! Omocha no kuni de daikessen da koron!, lett. "Yatterman: Tutti i nuovi YatterMecha assemblati! Grande battaglia decisiva nel regno dei giocattoli!") è un film d'animazione giapponese del 2009 diretto da Masakazu Hishida. È basato sulla serie anime Yatterman del 2008, e si colloca cronologicamente dopo l’episodio 57 (53 nella numerazione italiana) e prima delle ultime tre puntate della serie. È stato distribuito nei cinema giapponesi il 22 agosto 2009, mentre in Italia è arrivato su Sky Italia e su Now a partire da luglio 2022, e poi in streaming sul canale Anime Generation di Prime Video il 19 settembre 2022.